# William Woods Holden

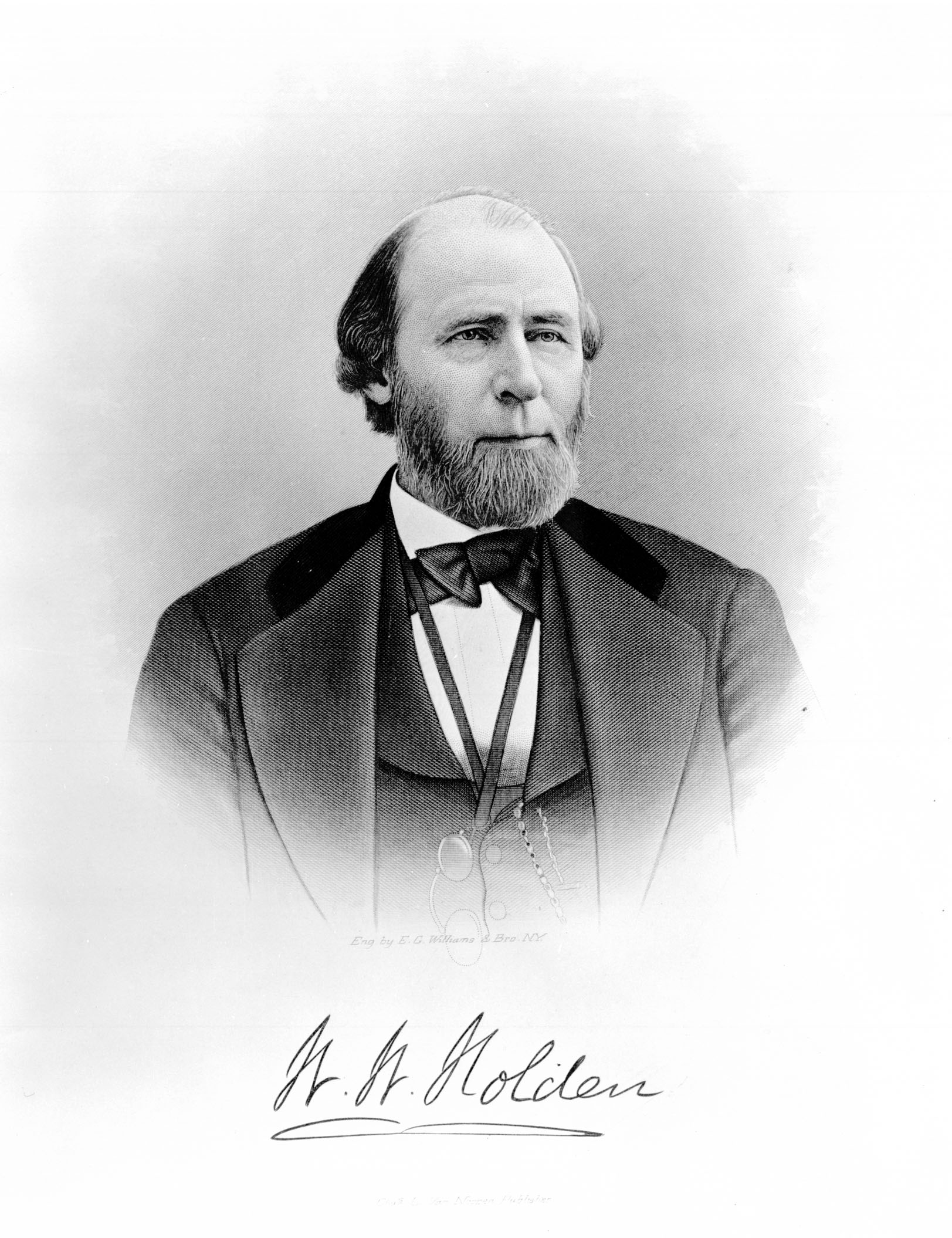
William Holden

William Woods Holden (* 24. November 1818 im Durham County, North Carolina; † 1. März 1892 in Raleigh, North Carolina) war ein amerikanischer Politiker und sowohl 38. als auch 40. Gouverneur von North Carolina.

## Frühe Jahre
William Holden besuchte die örtlichen Schulen seiner Heimat und studierte anschließend Jura. Im Jahr 1841 wurde er als Rechtsanwalt zugelassen. Gleichzeitig machte er auch eine Karriere als Journalist. Er begann als Reporter und wurde schließlich Besitzer und Herausgeber der Zeitung „North Carolina Standard“. 

## Politischer Aufstieg
Im Laufe seines politischen Lebens hat Holden mehrfach seine Parteizugehörigkeit gewechselt. Ursprünglich war er Mitglied der Whigs, trat aber im Jahr 1843 der Demokratischen Partei bei. Nach dem Bürgerkrieg wechselte er schließlich zu den Republikanern. Im Jahr 1846 wurde er in das Abgeordnetenhaus von North Carolina gewählt und verblieb dort bis 1847. Als begabter Redner hatte er in den Jahren vor dem Bürgerkrieg der Demokratischen Partei geholfen, einige Wahlsiege in North Carolina zu erringen. Er selbst bewarb sich 1858 um die Nominierung für das Amt des Gouverneurs, unterlag aber gegen John Willis Ellis. In den 1840er und 1850er Jahren war er ein starker Befürworter der Sklaverei und der Rechte der Südstaaten. Allerdings änderte er seine Meinung um das Jahr 1860. In der Frage der Sezession sprach er sich gegen die Abspaltung North Carolinas aus und verärgerte damit seine Parteifreunde. Mit dieser Einstellung wurde er von seinen Anhängern auf den Kongress entsandt, der über die Frage der Sezession entscheiden sollte. Als er auf dem Kongress von der Anfrage von Präsident Abraham Lincoln nach militärischer Unterstützung der Union erfuhr, änderte er seine Meinung erneut und stimmte nun für die Sezession. In den nun folgenden Kriegsjahren entwickelte Holden eine starke Opposition zu der Kriegspolitik der Konföderation. Er setzte sich für das Ende des Bürgerkriegs ein. Mit diesem Programm kandidierte er auch 1864 für das Amt des Gouverneurs, unterlag aber Zebulon Vance.

## Gouverneur von North Carolina
Nach dem Ende des Krieges wurde Gouverneur Vance verhaftet und von Präsident Andrew Johnson für abgesetzt erklärt. Der Präsident ernannte nun Holden zum neuen Gouverneur von North Carolina. Er sollte dieses Amt bis zu einer Neuwahl im Herbst desselben Jahres ausüben. Diese Wahlen verlor er aber gegen Jonathan Worth, der dann bis 1868 Gouverneur von North Carolina wurde. In den wenigen Monaten zwischen Mai und Dezember 1865 hatte Holden viel zur Stabilisierung seines Landes nach dem Krieg beigetragen. Nach seiner Abwahl wollte ihn Präsident Johnson zum Botschafter in El Salvador machen, was der Senat aber später ablehnte. In der Zwischenzeit baute Holden in North Carolina die Republikanische Partei auf und wurde von ihr zum Spitzenkandidat für die Gouverneurswahl 1868 nominiert und bei den darauffolgenden Wahlen auch in dieses Amt gewählt. Seine Amtszeit sollte unglücklich verlaufen. Positiv zu vermerken sind einige Maßnahmen gegen die Umtriebe des Ku Klux Klans. Ansonsten sah sich der Gouverneur sehr bald im Feuer der öffentlichen Kritik. Man warf ihm und seiner Regierung Korruption und Verschwendung vor. Das führte, nach dem die Demokratische Partei wieder die Mehrheit in North Carolina errungen hatte, zu einem Amtsenthebungsverfahren und schließlich auch zur tatsächlichen Amtsenthebung des republikanischen Gouverneurs. Er war der erste Gouverneur von North Carolina, der sein Amt auf diese Weise verlor.

## Weiterer Lebenslauf
Nach seiner Zeit als Gouverneur zog er nach Washington DC und arbeitete für eine Zeitung. Bald darauf wurde er von Präsident Ulysses S. Grant zum Leiter der Bundespost in Raleigh ernannt. Dieses Amt übte er von 1873 bis 1881 aus. Holden starb im März 1892. Er war zweimal verheiratet und hatte insgesamt drei Kinder. Sein Enkel Charles H. Cowles (1875–1957) vertrat zwischen 1909 und 1911 den Staat North Carolina im Kongress.  